# Secolul al II-lea î.Hr.
(Secolul al III-lea î.Hr. - Secolul al II-lea î.Hr. - Secolul I î.Hr. - alte secole)

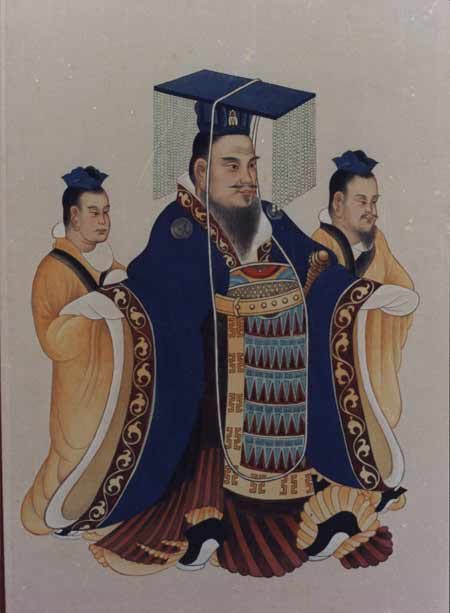
Wu de Han-personalitatea secolului II i.e.n.

Secolul al II-lea î.Hr. a început în anul 200 î.Hr. și s-a încheiat în anul 101 î.Hr.
După cel de-al Doilea Război Punic, Republica Romană își extinde imperiul, anexând Nordul Africii și Grecia și distrugând complet Cartagina.
În timp ce apăreau zorii imperiului roman, lumea elenistică începea să apună: Imperiul Seleucid a intrat în colaps după multe tratate forțate și confruntări cu noii stăpâni ai Mediteranei.
Roma însă se confrunta și ea cu corupția și sărăcia, clasele de sus, patricienii, beneficiau de un trai luxos și de privilegii. Secolul se încheie cu reformele generalului Gaius Marius.
În Estul Asiei, China avansează în timpul dinastiei Han. Imperiul Han și-a extins granițele sale din Coreea, în Vietnam, imperiul fiind limitat în vest la frontierele din Kazahstanul de azi. De asemenea, exploratorul trimis de Han, Zhang Qian a explorat ținuturile de vest pentru a forma o alianță cu poporul Yuezhi pentru a-i sprijini în lupta cu nomazii Xiongnu.

## Evenimente

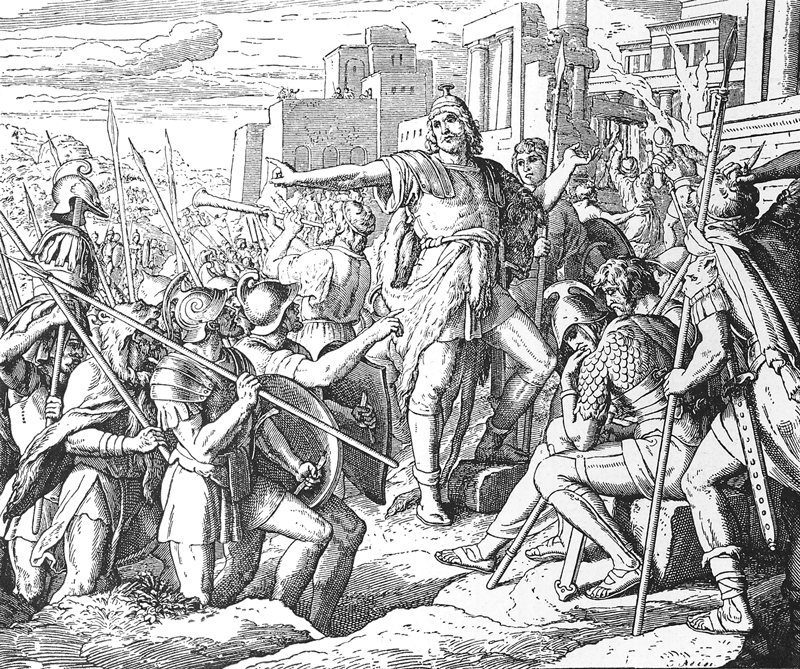
Revolta Macabeilor

- 190 î.Hr.: Eclipsă Solară înregistrată la Roma
- 175 î.Hr.: Antioh IV Epifanes preia tronul sirian după uciderea fratelui său, Seleucus IV Philopator, pe bună dreptate, fiind urmașul lui Demetrius I Soter.
- 168 î.Hr.: Bătălia de la Pydna - falanga macedoneană este învinsă de către romani.
- 21 iunie 168 î.Hr.: Eclipsă de Lună înregistrată în Roma
- 164 î.Hr.: Iuda Macabeul, fiul lui Matatia din familia Hasmoneana, reface Templul din Ierusalim. Eveniment comemorat în fiecare an la festivalul Hanuka.
- 147 î.Hr.: Victoriile Hasmoneane restabilesc autonomia Iudeei.
- 148 î.Hr.: Roma învinge Macedonia.
- 146 î.Hr.: Roma distruge orașul Cartagina, în al treilea război punic.
- Roma cucerește Corintul.
- 133 î.Hr.: asasinarea lui Tiberius Gracchus
- 129 î.Hr.: prăbușirea Imperiului Seleucid.
- 121 î.Hr.: asasinarea lui Gaius Gracchus
- 108 î.Hr.: Războiul Gojoseon-Han - dinastiei Han a distrus în cele din urmă Wanggeom Seong, capitala Gojoseon. Dinastia Han a fondat patru comandamente Han pentru a guverna Gojoseon.
- 107 î.Hr.: Consulul roman Gaius Marius inițiază reformele, care elimină toate restricțiile pentru voluntariatul în armata romană.
- 113 î.Hr. - 101 î.Hr.: Migrația Cimbrilor și barbariilor, sunt învinși în luptele de la Aquae Sextiae și Vercellae.

## Oameni importanți
- Andriscus, ultimul conducător independent al Macedoniei
- Antioh IV Epifanes, ultimul conducător al Imperiului Seleucid
- Antioh VII Sidetes, ultimul rege al Imperiului Seleucid Unit
- Apoloniu din Perga: geometru și astronom grec
- Appius Claudius Pulcher, consul roman
- Boiorix, regele a Cimbri
- Cicero, Roman orator și om de stat (106-43 BC)
- Flaccus, colaborator muzical din Terence
- Hiparh, considerat cel mai mare observator astronomic
- Ionathan Maccabaeus, liderul rebeliunii Hasmonene și primul domnitor autonom din Iudeea
- Iuda Macabeul, liderul rebeliunii Hasmonene
- Liu O, prinț chinez și geograf
- Lucius Aemilius Paullus Macedonicus:general și om politic roman
- Lucius Cornelius Sulla, general și dictator roman
- Lucius Mummius Achaicus, cuceritorul Corintului
- Gaius Marius, general și om politic roman
- Perseu al Macedoniei, ultimul rege al dinastiei Antigonid
- Plaut, dramaturg latin
- Quintus Lutatius Catulus, general roman
- Publius Cornelius Scipio Aemilianus Africanus: cuceritorul Cartaginei
- Sima Qian, istoric chinez
- Terențiu, dramaturg latin
- Teutobod, regele barbar
- Wei Qing, un general al dinastiei Han
- Împăratul Wu din dinastia Han, considerat unul dintre cei mai mari împărați din toată istoria Chinei
- Zhang Qian, diplomat chinez și explorator
- Oroles, rege dac
- Tiberius Gracchus - politician roman

## Războaiele secolului

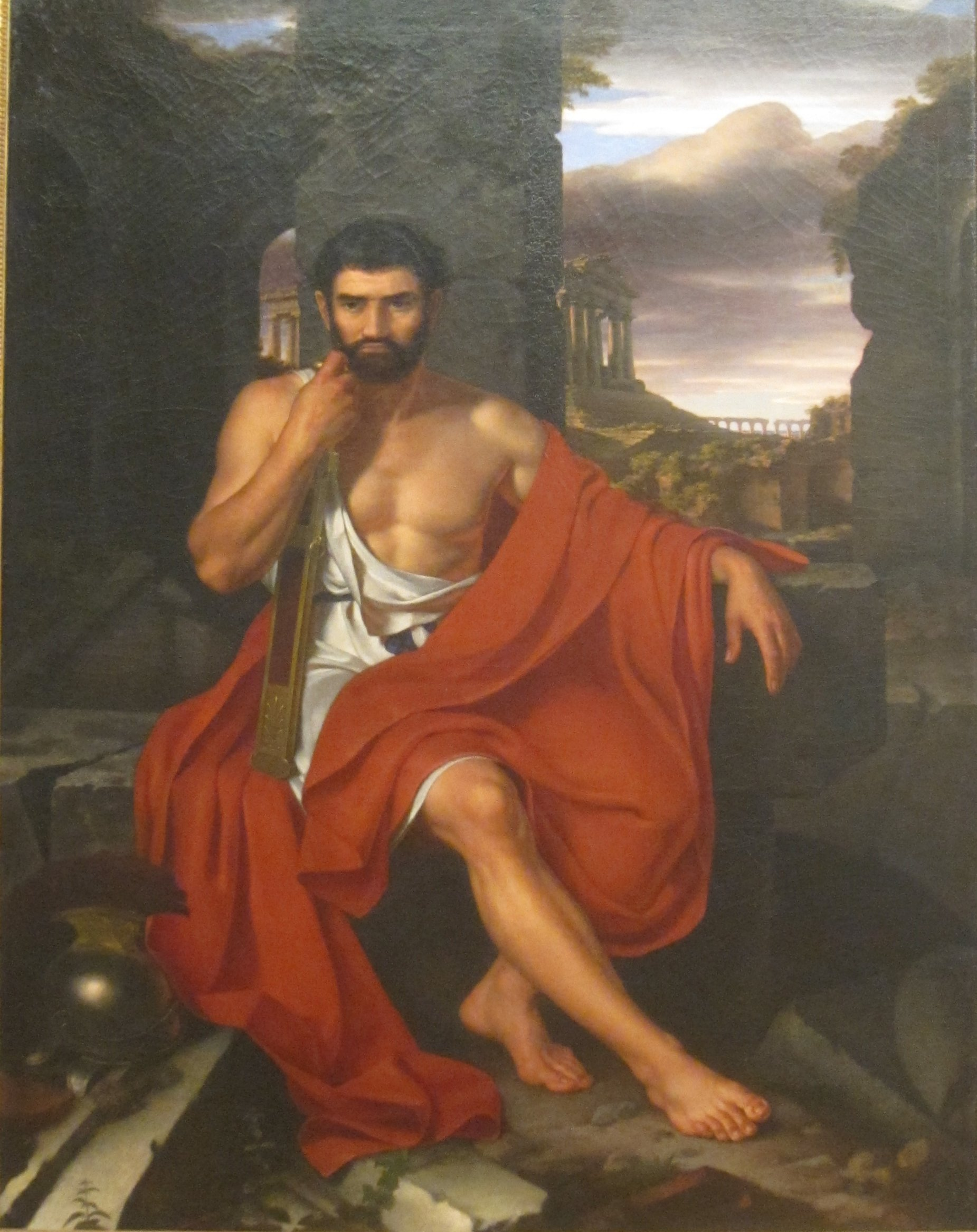
Reformele lui Gaius Marius

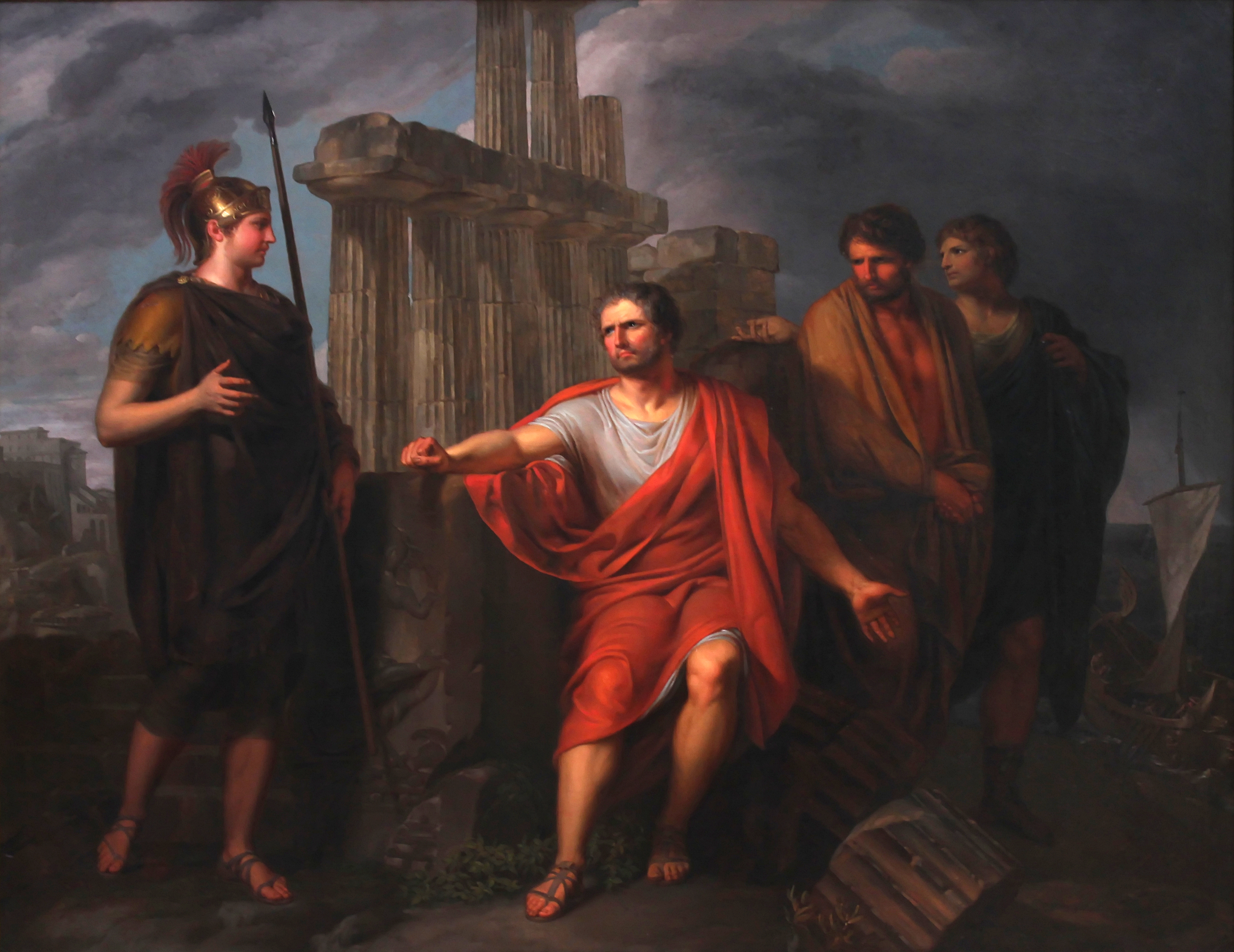
Gaius Marius la ruinele Cartaginei

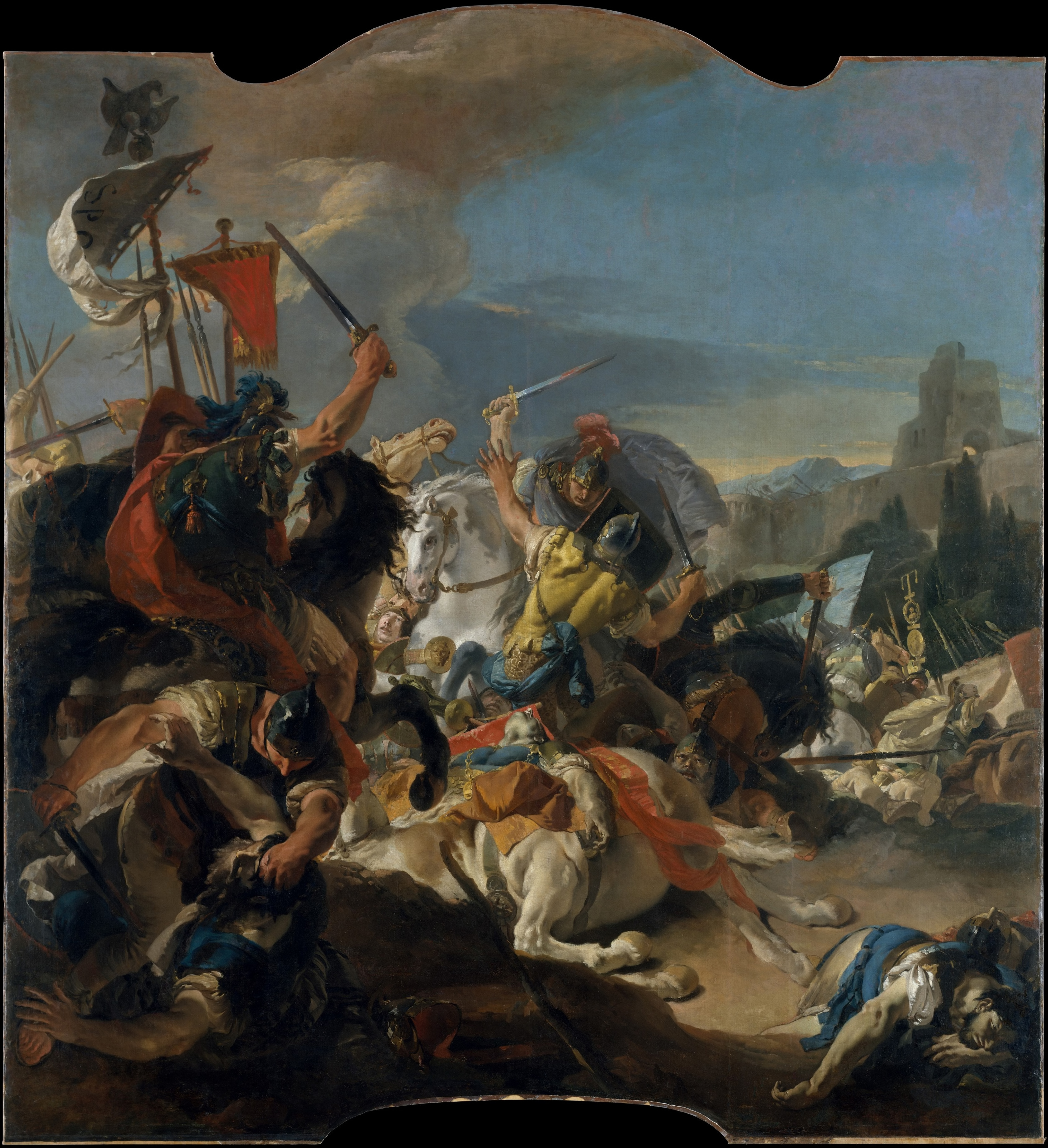
Batalia de la Vercellae

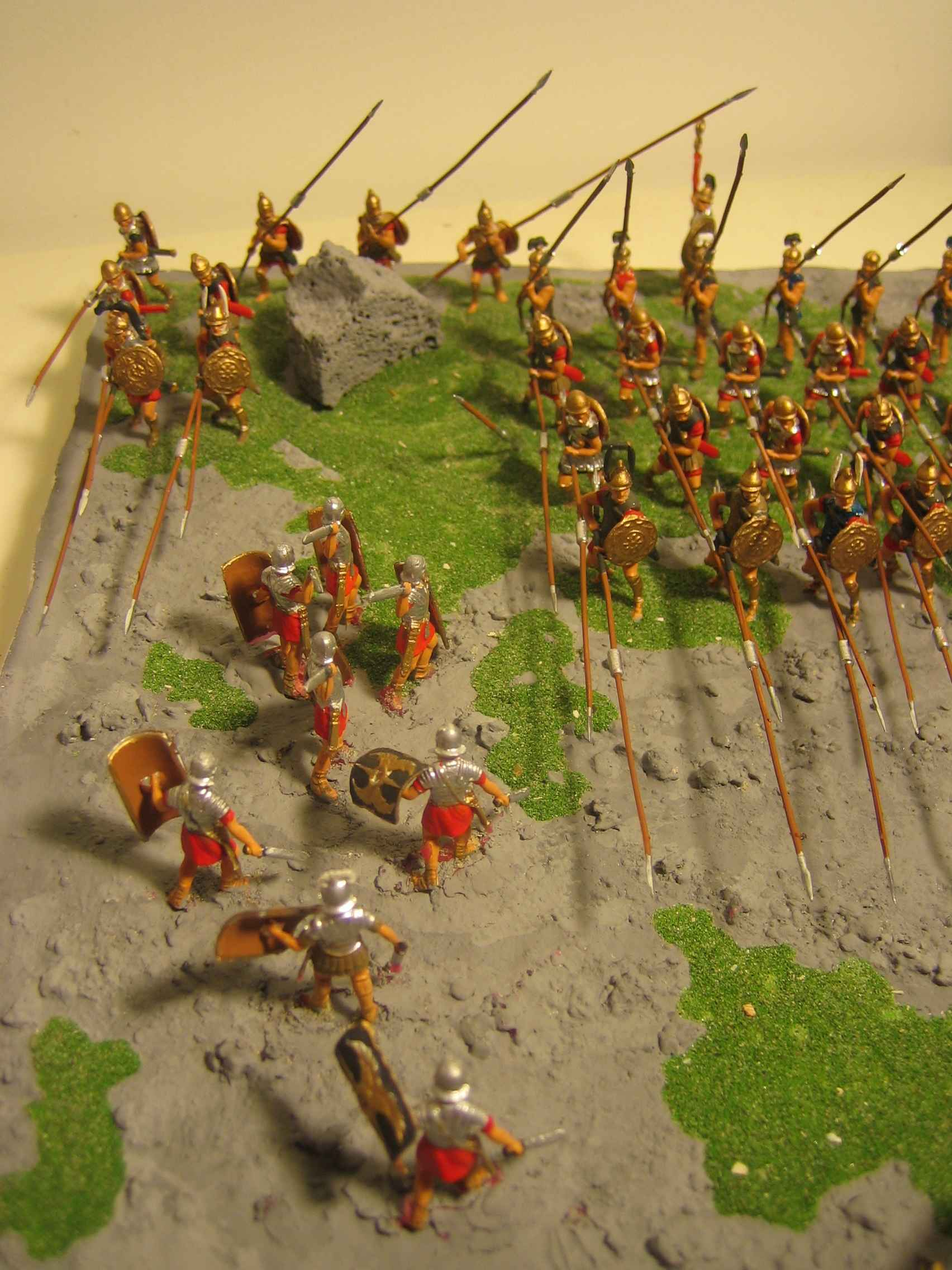
Batalia de la Pydna

- 198 î.Hr. - Bătălia de la Aous - forțe romane sub comanda lui Titus Quinctius Flamininus înfrâng pe macedonenii de sub comanda regelui Filip V.
- 197 î.Hr. - Bătălia de la Cynoscephalae - romanii sub comanda lui Flamininus îl înfrâng decisiv pe regele Filip în Tesalia.
- 194 î.Hr. -
- Bătălia de la Placentia - Victorie romană asupra triburilor galice ale boiilor.
- Bătălia de la Gythium - Cu sprijin venit din partea trupelor romane, conducătorul Ligii aheene Philopoemen îi înfrânge pe spartanii de sub comanda lui Nabis.
- 193 î.Hr. - Bătălia de la Mutina - Victorie romană asupra boiilor, care pune capăt definitiv amenințării din partea acestora.
- 191 î.Hr. - Bătălia de la Termopile - Romanii sub comanda lui Manius Acilius Glabrio înfrâng pe Antioh al III-lea, conducătorul Imperiului seleucid, și îl forțează să evacueze Grecia.
- 190 î.Hr. -
- Bătălia de la Eurymedon - Forțele romane de sub comanda lui Lucius Aemilius Regillus înfrâng o flotă seleucidă comandată de Hanibal, care participă la ultima sa bătălie.
- Bătălia de la Myonessus - O altă flotă seleucidă este înfrântă de către romani.
- Decembrie, Bătălia de la Magnesia - În apropiere de Smyrna, romanii sub comanda lui Lucius Cornelius Scipio și fratele său Scipio Africanus Major înfrâng pe Antiohie cel Mare în bătălia decisivă a acestui război.
- 189 î.Hr. -
- Bătălia de la Muntele Olympus - Romanii sub comanda lui Gnaeus Manlius Vulso, aliați cu Attalus II al Pergamului administrează galilor o severă înfrângere.
- Bătălia de la Ancyra - Gnaeus Manlius Vulso și Attalus II înfrâng pe galii din Galația încă o dată.
- 181 î.Hr. - Bătălia de la pasul Manlian - Romanii sub comanda lui Fulvius Flaccus înfrânge o armată a celtiberilor.
- 171 î.Hr. - Bătălia de la Callicinus - Perseus of Macedon înfrânge armata romană de sub conducerea lui Publius Licinius Crassus.
- 168 î.Hr., 22 iunie - Bătălia de la Pydna - Romanii sub comanda lui Lucius Aemilius Paullus Macedonicus înfrâng și capturează pe regele Macedoniei, Perseus, punând capăt celui de al treilea război macedonean.
- 167 î.Hr. - Bătălia de la Wadi Haramia - Iudeii rebeli conduși de Juda Maccabaeu îi învinge pe seleucizi și îl ucide pe liderul acestora, Appolonius
- 166 î.Hr. - Bătălia de la Beth Horon
- Bătălia de la Emmaus
- 164 î.Hr. - Bătălia de la Beth Zur - rebelii iudei readuc Ierusalimul sub controlul evreiesc
- 162 î.Hr. - Bătălia de la Beth Zachariah - Regentul seleucid, Lysias îi învinge pe iudeii rebeli
- 161 î.Hr. - Bătălia de la Adasa - În ultima sa victorie, Iuda Macabeul îl învinge pe generalul seleucid, Nicator
- 160 î.Hr. - Bătălia de la  Elasa - Liderul răscoalei evreiești, Iuda Macabeul, este înfrânt și ucis de armata seleucidă
- 148 î.Hr. - A Doua Bătălie de la Pydna - Forțele pretendentului macedonean Andriscus sunt învinse de romanii sub comanda lui Quintus Caecilius Metellus Macedonicus, în confruntarea decisivă a celui de al patrulea război macedonean.
- 146 î.Hr. -
- Bătălia de la Cartagina - Scipio Africanus Minor capturează și distruge Cartagina, încheind cel de al treilea război punic.
- Bătălia de la Corint - Romanii sub comanda lui Lucius Mummius înfrâng forțele Ligii aheene comandate de Critolaus, care este ucis. Corintul este distrus, iar Grecia trece sub stăpânirea directă a romanilor.
- 145 î.Hr.: Bătălia de la Antioch - Ptolemu VI Philometor îl învinge pe uzurpatorul seleucid Alexander Balas, dar este ucis în luptă
- 133 î.Hr.: Asediul de la  Numantia: Romanii conduși de  Scipio Aemilianus înving forțele celtiberiene și le capturează capitala
- Bătălia de la Mayi: ambuscada pregatită de armatele Han împotriva armatelor Xiongnu este compromisă
- 129 î.Hr.: Bătălia de la Ecbatana: regele Antiochus VII Sidetes este învins și ucis de parți conduși de Phraates II, controlul Imperiului Seleucid asupra Orientului Mijlociu ia sfârșit
- 119 î.Hr. - Bătălia de la  Mobei: Forțele Han înving forțele Xiongnu în deșertul Gobi și peste 90.000 de soldați sunt uciși și 87 de aristocrați sunt capturați. Armata Han pierde 20.000 de călăreți și 110.000 de cai
- 112 î.Hr. - Bătălia de la Noreia: Victoria cimbriană în războiul cimbrian
- 109 î.Hr. - Bătălia de la râul Ron - Forța romană de sub comanda lui Marcus Junius Silanus este înfrântă de către tribul helveților.
- 108 î.Hr. - Bătălia de la Muthul - Forțele romane de sub comanda lui Caecilius Metellus încheie nedecis confruntarea cu cele ale regelui Jugurtha al Numidiei.
- 107 î.Hr. - Bătălia de lângă Burdigala - Forțele romane de sub comanda lui Lucius Cassius Longinus sunt învinse de către helveți.
- 105 î.Hr., 6 octombrie - Bătălia de la Arausio - Neamul germanic al cimbrilor provoacă o mare înfrângere armatei romane a lui Gnaeus Mallius Maximus.
- 102 î.Hr. - Bătălia de la Aquae Sextiae (astăzi, Aix-en-Provence)- Romanii sub comanda lui Gaius Marius înfrâng pe teutoni.
- 101 î.Hr. - Bătălia de la Vercellae - Romanii sub comanda lui Gaius Marius înfrâng pe cimbri, care sunt anihilați

## Invenții, descoperiri
- Inventarea hârtiei în China
- Drumul mătăsii între Europa și Asia
- Hiparh descoperă procesiunea echinocțiilor ale Pământului și a compilat un tabel trigonometric pentru triunghiuri în jurul anului 150 î.Hr.
- Liu Un a inventat tofu
- Beton Roman (puzzolană) utilizat pentru prima dată
- Roata Morii inventată de către grecii antici
- Un sistem pentru trimiterea de semne pentru a comunica rapid pe o distanță lungă este descris de Polybios
- Mașină de vânturare descrisă într-un model dintr-un mormânt al Dinastiei Han

| Perioada  | Invenție | Persoana căreia i se atribuie | Regiunea       |
| --------- | --- | ----------------------------- | -------------- |
|           | primele arme cu lame de oțel                                                                                                |                               |                |
| 200       | - scripetele compus - "spirala lui Arhimede"                                                                                | Arhimede                      | Grecia         |
| 200       | - diamantul - stupa si pagoda - lâna de cașmir                                                                              |                               | India          |
| 200       | potcoavele |                               | Imperiul Roman |
| 200       | ecluza |                               | China          |
| 202 - 201 | foalele pentru metalurgie                                                                                                   |                               | China          |
| 150       | În lucrarea Sintaxa mecanică sunt prezentate toate operele înaintașilor din domeniul mecanicii, mașinăriilor și automatelor | Heron din Alexandria          | Grecia         |
| 150       | ingenios mecanism de orologerie pentru calcularea pozițiilor astrelor (mecanismul din Antikythera)                          |                               | Grecia         |
| 150       | astrolabul | Hiparh                        | Grecia         |

## Decade
| Anii 190 î.Hr. | Anii 180 î.Hr. | Anii 170 î.Hr. | Anii 160 î.Hr. | Anii 150 î.Hr. | Anii 140 î.Hr. | Anii 130 î.Hr. | Anii 120 î.Hr. | Anii 110 î.Hr. | Anii 100 î.Hr. |

## Decenii și ani
| 200 î.Hr. | 209 î.Hr. | 208 î.Hr. | 207 î.Hr. | 206 î.Hr. | 205 î.Hr. | 204 î.Hr. | 203 î.Hr. | 202 î.Hr. | 201 î.Hr. | 200 î.Hr. |
| 190 î.Hr. | 199 î.Hr. | 198 î.Hr. | 197 î.Hr. | 196 î.Hr. | 195 î.Hr. | 194 î.Hr. | 193 î.Hr. | 192 î.Hr. | 191 î.Hr. | 190 î.Hr. |
| 180 î.Hr. | 189 î.Hr. | 188 î.Hr. | 187 î.Hr. | 186 î.Hr. | 185 î.Hr. | 184 î.Hr. | 183 î.Hr. | 182 î.Hr. | 181 î.Hr. | 180 î.Hr. |
| 170 î.Hr. | 179 î.Hr. | 178 î.Hr. | 177 î.Hr. | 176 î.Hr. | 175 î.Hr. | 174 î.Hr. | 173 î.Hr. | 172 î.Hr. | 171 î.Hr. | 170 î.Hr. |
| 160 î.Hr. | 169 î.Hr. | 168 î.Hr. | 167 î.Hr. | 166 î.Hr. | 165 î.Hr. | 164 î.Hr. | 163 î.Hr. | 162 î.Hr. | 161 î.Hr. | 160 î.Hr. |
| 150 î.Hr. | 159 î.Hr. | 158 î.Hr. | 157 î.Hr. | 156 î.Hr. | 155 î.Hr. | 154 î.Hr. | 153 î.Hr. | 152 î.Hr. | 151 î.Hr. | 150 î.Hr. |
| 140 î.Hr. | 149 î.Hr. | 148 î.Hr. | 147 î.Hr. | 146 î.Hr. | 145 î.Hr. | 144 î.Hr. | 143 î.Hr. | 142 î.Hr. | 141 î.Hr. | 140 î.Hr. |
| 130 î.Hr. | 139 î.Hr. | 138 î.Hr. | 137 î.Hr. | 136 î.Hr. | 135 î.Hr. | 134 î.Hr. | 133 î.Hr. | 132 î.Hr. | 131 î.Hr. | 130 î.Hr. |
| 120 î.Hr. | 129 î.Hr. | 128 î.Hr. | 127 î.Hr. | 126 î.Hr. | 125 î.Hr. | 124 î.Hr. | 123 î.Hr. | 122 î.Hr. | 121 î.Hr. | 120 î.Hr. |
| 110 î.Hr. | 119 î.Hr. | 118 î.Hr. | 117 î.Hr. | 116 î.Hr. | 115 î.Hr. | 114 î.Hr. | 113 î.Hr. | 112 î.Hr. | 111 î.Hr. | 110 î.Hr. |
| 100 î.Hr. | 109 î.Hr. | 108 î.Hr. | 107 î.Hr. | 106 î.Hr. | 105 î.Hr. | 104 î.Hr. | 103 î.Hr. | 102 î.Hr. | 101 î.Hr. | 100 î.Hr. |